# Philippe de Cognac
 (juillet 2009).
Si vous disposez d'ouvrages ou d'articles de référence ou si vous connaissez des sites web de qualité traitant du thème abordé ici, merci de compléter l'article en donnant les références utiles à sa vérifiabilité et en les liant à la section « Notes et références ».
Philippe de Faulconbridge, dit de Cognac, ou encore Philippe Fitz Roy, (vers 1180 † après 1201) serait le fils naturel de Richard Cœur de Lion et d'une maîtresse dont le nom est resté inconnu.
Son père lui fait épouser Amélie de Jarnac († 1199), héritière par son père Ithier V de Cognac, des seigneuries de Cognac, Merpins, Villebois et Archiac, et par sa grand-mère Nobilie, des seigneuries de Jarnac et Châteauneuf. Bien que le couple n'ait pas eu de postérité, ces domaines resteront aux Plantagenêt jusqu'en 1242, date à laquelle Henri III d'Angleterre, fils aîné de Jean sans Terre et d'Isabelle d'Angoulême, les donne à sa mère, alors remariée à Hugues X de Lusignan, comte de la Marche et d'Angoulême.
Seul enfant connu de Richard Cœur de Lion, Philippe aurait vengé son père en assassinant le vicomte Adémar V de Limoges en 1199 qu'il considérait comme responsable de sa mort au siège du château de Châlus.